# اتحاد النقابات العمالية في أوكرانيا
اتحاد النقابات العمالية في أوكرانيا (المعروف باسمه الأوكراني المختصر: FPU) هو جمعية تطوعية للنقابات العمالية في عموم أوكرانيا . وهو أكبر اتحاد نقابي في أوكرانيا، ويضم أكثر من 4.8 مليون عضو. اعتبارًا من 1 أغسطس 2019، انضمت 44 نقابة وطنية و27 نقابة إقليمية إلى اتحاد النقابات العمالية.

## المنظمات التابعة
| الاتحاد | العضوية (2018) |
| --- | -------------- |
| نقابة عمال الصناعة الزراعية                                                                                      | 400,000        |
| اتحاد بناة الطائرات في أوكرانيا                                                                                  | 55,000         |
| اتحاد عمال النقل المستقل لعموم أوكرانيا                                                                          | 19,700         |
| اتحاد المحامين الأوكرانيين                                                                                       | 1,400          |
| اتحاد عموم أوكرانيا لكرة القدم                                                                                   | 1,200          |
| اتحاد عموم أوكرانيا للمنتجين ورجال الأعمال                                                                       | 3,100          |
| اتحاد عموم أوكرانيا للعمال ورجال الأعمال في التجارة والتموين والخدمات                                            | 40,800         |
| اتحاد عمال بناء السيارات والآلات الزراعية في أوكرانيا                                                            | 36,500         |
| اتحاد عمال الطيران في أوكرانيا                                                                                   | 18,500         |
| اتحاد عمال الصناعات الكيميائية والبتروكيماوية في أوكرانيا                                                        | 59,900         |
| اتحاد عمال صناعة الفحم في أوكرانيا                                                                               | 74,600         |
| اتحاد عمال الاتصالات في أوكرانيا                                                                                 | 78,800         |
| اتحاد عمال صناعة مواد البناء والتشييد في أوكرانيا                                                                | 60,300         |
| اتحاد عمال التعاونيات الاستهلاكية في أوكرانيا                                                                    | 28,300         |
| اتحاد عمال الثقافة في أوكرانيا                                                                                   | 148,900        |
| اتحاد عمال صناعة الدفاع في أوكرانيا                                                                              | 20,900         |
| اتحاد عمال الطاقة والصناعة الكهربائية في أوكرانيا                                                                | 122,500        |
| اتحاد عمال صناعة صيد الأسماك في أوكرانيا                                                                         | 18,200         |
| اتحاد عمال الصناعات الحرجية في أوكرانيا                                                                          | 10,900         |
| اتحاد عمال الغابات في أوكرانيا                                                                                   | 68,700         |
| اتحاد عمال منشآت الغاز في أوكرانيا                                                                               | 45,900         |
| اتحاد عمال الجيولوجيا والجيوديسيا ورسم الخرائط في أوكرانيا                                                       | 10,200         |
| اتحاد العاملين الصحيين في أوكرانيا                                                                               | 747,600        |
| الإسكان والمرافق والخدمات المنزلية ونقابة عمال الصناعة المحلية                                                   | 197,200        |
| اتحاد عمال المؤسسات الابتكارية والصغيرة في أوكرانيا                                                              | 4,000          |
| اتحاد صانعي الآلات وصانعي الآلات في أوكرانيا                                                                     | 10,000         |
| اتحاد صانعي الآلات وعمال المعادن في أوكرانيا                                                                     | 75,900         |
| اتحاد عمال الطاقة النووية والصناعة في أوكرانيا                                                                   | 60,500         |
| نقابة عمال صناعة النفط والغاز                                                                                    | 94,600         |
| اتحاد عمال صندوق المعاشات التقاعدية لأوكرانيا                                                                    | 21,000         |
| اتحاد عمال الراديو والإلكترونيات والهندسة في أوكرانيا                                                            | 18,900         |
| اتحاد عمال النقل البري واقتصاد الطرق في أوكرانيا                                                                 | 42,200         |
| اتحاد عمال النقل البحري في أوكرانيا                                                                              | 30,600         |
| اتحاد عمال بناء السفن في أوكرانيا                                                                                | 20,800         |
| اتحاد الأخصائيين الاجتماعيين في أوكرانيا                                                                         | 61,200         |
| اتحاد عمال الفضاء والهندسة العامة في أوكرانيا                                                                    | 24,800         |
| اتحاد موظفي الدولة في أوكرانيا                                                                                   | 208,100        |
| اتحاد سائقي سيارات الأجرة في أوكرانيا                                                                            | 8,600          |
| اتحاد عمال النسيج والصناعات الخفيفة في أوكرانيا                                                                  | 12,700         |
| نقابة عمال التعليم والعلوم في أوكرانيا                                                                           | 1,530,000      |
| نقابة عمال الصناعات المعدنية والتعدين في أوكرانيا                                                                | 289,200        |
| الاتحاد الأوكراني للمنظمات النقابية-شركات الاستثمارات الأجنبية والشراكات والمنظمات والمؤسسات اتحاد عمال أوكرانيا | 3,800          |
| اتحاد عمال النقل النهري الأوكراني                                                                                | 10,000         |
| مجمعات إسكان الشباب ولجان الحكومة المحلية اتحاد عمال أوكرانيا                                                    | 1,000          |

## أنظر أيضاً
- اتحاد نقابات العمال الحرة في أوكرانيا
- الاتحاد الوطني للمنظمات النقابية في أوكرانيا
- الاتحاد المركزي لجمعيات المستهلكين في أوكرانيا

## روابط خارجية
- اتحاد نقابات العمال في أوكرانيا